# Гиппа
Гиппа (Гиппо, др.-греч. Ἵππη «кобыла») — персонаж древнегреческой мифологии. Вышла замуж за Эола и научила его созерцанию природы, родила дочь Меланиппу. Была пророчицей, разглашала людям замыслы богов, превращена в кобылицу. Вероятно, действующее лицо трагедии Еврипида «Меланиппа мудрая».
Согласно Еврипиду, дочь Хирона Меланиппу(либо Гиппу, также звавшуюся Фетидой) соблазнил Эол, сын Эллина. Она скрылась в горах. В день родов её нашёл отец, и она стала молить богов и превратилась в кобылицу. Артемида сделала её созвездием Коня. По Каллимаху, она перестала охотиться и почитать Артемиду, и та превратила её в кобылицу. Стала созвездием Коня.
Согласно Овидию, её имя Окиронея (Окирроя), она дочь Хирона и Харикло, Пророчица, предрекает божественность Асклепию. Превращена в кобылицу, получив имя Гиппа.